# Васнецов Юрій Олексійович
Юрій Олексійович Васнецов (рос. Юрий Алексеевич Васнецов; 23 березня (5 квітня) 1900, Вятка, тепер Кіров — 3 травня 1973, Ленінград) — російський радянський художник.

## Біографія
Навчався у Вищому художньо-технічному інституті в Ленінграді (1921—1926) та в аспірантурі Всеросійської академії мистецтв в Ленінграді (1932—1934). Викладачі — М. В. Матюшин, М. А. Тирса, В. В. Лебедєв. Ілюстрував і оформлював книги для видавництв «Детская литература», Детиздату, Детгизу та ін.:
- 1929 — рос. «Карабаш» В. Біанкі
- 1931 — рос. «Болото» В. Біанкі
- 1935 — рос. «Конек-Горбунок» П. Єршова
- 1935 — рос. «Три медведя» Л. Толстого
- 1941 — рос. «Теремок» С. Маршака
- 1945 — рос. «Ангийские народные песенки» С. Маршака
- 1947 — рос. «Кошкин дом» С. Маршака
- 1948 — рос. «Небылицы в лицах. Народные потешки и сказки»
- 1955 — рос. «Волк и семеро козлят. Русская народная сказка»
- 1959 — рос. «Песенки-потешки»
- 1961 — рос. «Сказки» К. Чуковського (диплом II ступеня на ВКМК, 1961)
- 1964 — рос. «Ладушки» (диплом ім. І. Федорова на ВКМК, 1964, срібна медаль ІБА-65)
- 1968 — рос. «Радуга-дуга» (диплом ім. І. Федорова на ВКМК, 1964, почесний диплом ім. Г. Х. Андерсена, бронзова медаль ІБА-71)
- 1969 — рос. «Заячьи Слёзы» І. Соколова-Микитова
- 1971 — рос. «Чики-чики-чикалочки» (диплом I ступеня на ВКМК, 1971)
- 1974 — рос. «Русские сказки» (спеціальний диплом на ВКМК, 1974)
- 1978 — рос. «Гуси-Лебеди» (диплом II ступеня на ВКМК, 1978)

## Відзнаки
- Народний художник РРФСР
- Лауреат Державної премії СРСР (1971, за книги «Ладушки» та «Радуга-дуга»)